# Marcelo Ledesma
Marcelo Fabián Leopaldi Ledesma (Santiago del Estero, 2 aprile 1971) è un ex calciatore argentino, di ruolo centrocampista.

## Carriera
Esordisce tra i professionisti nella stagione 1993-1994, nella quale gioca 8 partite nella prima divisione argentina con la maglia dell'Huracán; gioca poi nel medesimo campionato anche con il Dep. Español, con cui disputa 20 partite. Nella stagione 1996-1997 gioca invece 27 partite in prima divisione con il Banfield, per poi trasferirsi all'Estudiantes (LP): qui, oltre a giocare 23 partite, segna il suo primo ed unico gol in carriera nella prima divisione argentina, in complessive 78 presenze.
Nella stagione 1998-1999 gioca invece in Cile, al Palestino, con la cui maglia disputa 36 incontri nella prima divisione cilena; nel 1999 va poi a giocare in Europa, precisamente ai greci dello Iōnikos, con cui nella stagione 1999-2000 realizza una rete in 19 presenze nella prima divisione greca, a cui aggiunge anche 5 presenze in Coppa di Grecia. Nella stagione 2000-2001, dopo un'ulteriore presenza in campionato e 2 presenze in Coppa di Grecia, nella sessione invernale del calciomercato va a giocare in Italia al Monza, club di Serie B, con cui nel resto della stagione gioca 5 partite di campionato, tutte nella parte finale del torneo. In seguito rimane in Italia giocando prima in Serie C2 con la Pro Sesto e poi in Serie D con l'Ariano. Torna infine in patria, dove chiude la carriera dopo aver giocato alcune presenze fra terza e quarta divisione.